# والتر كرونكايت
والتر ليلاند كرونكايت، الابن (بالإنجليزية: Walter Cronkite)‏ (4 من نوفمبر 1916م– 17 من يوليو 2009م) مذيع صحفي أمريكي وقد كان أفضل مذيع أخبار في سي بي إس إيفيننج نيوز (CBS Evening News) لمدة 19 عام (1962م–1981م). وكان عادة يلقب «بأصدق رجل في أمريكا» أثناء ذروة سي بي إس نيوز (CBS News) في عقد السبعينيات والثمنانيات بعد ما تم طرح اسمه في استطلاعات الرأي. وقدم تقارير عن العديد من الاحادث التي جرت منذ عام 1937م وحتى عام 1981م والتي تتضمن عمليات القصف في الحرب العالمية الثانية ومحاكمات نورنبيرغ والصراع في حرب فيتنام وفضيحة ووترغيت وأزمة الرهينة الإيرانية ومقتل الرئيس جون إف كيندي واغتيال رائد الحقوق المدنية مارتن لوثر كنج، الابن (Martin Luther King) وموت موسيقار فريق بيتلز (Beatles) جون لينون. وكان معروفًا أيضًا ببرنامجه الفضائي الأمريكي الذي يغطي كافة الأحداث عن الفضاء بداية من مشروع ميركوري (Project Mercury) والهبوط على سطح القمر وحتى المكوك الفضائي. كما أنه هو الحائز الوحيد غير المنتمي لوكالة ناسا الفضائية على جائزة مون روك (Moon-rock). وكان كرونكايت معروفًا بعبارته الشائع «تلك هي الطريقة» (And that's the way it is) والمتبوع بتاريخ الظهور على الهواء.

## كتابات أخرى
- Cronkite، Walter (1996). A Reporter's Life. New York: Alfred A. Knopf. ISBN:0-394-57879-1.
- Brinkley، Douglas (2012). Cronkite. New York: Harper. ISBN:0-061-37426-1.
- Menand, Louis, "Seeing It Now: Walter Cronkite and the legend of CBS News", The New Yorker, July 9, 2012

## وصلات خارجية
- Cronkite: Eyewitness to a Century – Exhibit at The Lyndon Baines Johnson Library and Museum

- Remembering Walter Cronkite – slideshow by Life Magazine
- Martha's Vineyard (1986): The Vineyard Voice television talk show interview of Walter Cronkite by host, William Waterway Marks
- AP Obituary in the نيويورك تايمز
- Walter Cronkite, Iconic Anchor, Is Dead, The New York Times, July 17, 2009
- RIP Walter Cronkite
- Walter Cronkite – Daily Telegraph obituary
- Celebrating Cronkite while Ignoring what he did by Glenn Greenwald, Salon Magazine
- Cronkite's 1968 Dissent on Vietnam Helped Save Thousands of Lives by Greg Mitchell
- Anchorman Was Critical of Media Consolidation, Wars in Vietnam and Iraq by Democracy Now!
- Web ZIne from the Walter Cronkite School of Journalism at Arizona State University
- والتر كرونكايت على موقع فايند أغريف
- Walter Cronkite School of Journalism at Arizona State University
- The Walter Cronkite Papers, the University of Texas at Austin
- والتر كرونكايت على موقع IMDb (الإنجليزية)
- والتر كرونكايت على موقع الموسوعة البريطانية (الإنجليزية)
- والتر كرونكايت على موقع روتن توميتوز (الإنجليزية)
- والتر كرونكايت على موقع مونزينجر (الألمانية)
- والتر كرونكايت على موقع ميوزك برينز (الإنجليزية)
- والتر كرونكايت على موقع قاعدة بيانات برودواي على الإنترنت (الإنجليزية)
- والتر كرونكايت على موقع إن إن دي بي (الإنجليزية)
- والتر كرونكايت على موقع ديسكوغز (الإنجليزية)
- والتر كرونكايت على موقع قاعدة بيانات الفيلم (الإنجليزية)
- Cronkite's personal blog
- Walter Cronkite Archive of American Television Interview
- Booknotes interview with Cronkite on A Reporter's Life, June 29, 1997.
- C-SPAN Q&A interview with Douglas Brinkley about Cronkite, June 3, 2012